# 成都地铁19号线
成都地铁19号线位于四川省成都市，为隶属于成都地铁系统的一条地铁线路，线路代表色为蓝灰色。19号线一期工程长约20公里，共7座车站。19号线一期工程与17号线一期工程一同于2017年2月27日开工，一同于2020年12月18日以17号线的名义开通运营。2023年9月22日，19号线一期工程拆分为独立线路运营。19号线二期工程长约43公里，共12座车站，于2019年8月16日开工，2023年11月28日开通。
19号线部分车次在18号线区间“共线运营”，并开行双流机场与天府机场间的“双机场直达车”。

## 线路概要
19号线一期工程长约20公里，起于温江区金星，终于双流区九江北，共7站（高架站2座，地下站5座），设永义车辆段。
2017年2月27日，开工建设19号线一期工程和17号线一期工程，统一以17号线一期工程的名义建设。其中，机投桥至九江北为17号线，九江北至金星为19号线。线路设计时速140km/h，使用17号线一期的8A编组市域A型车。
2020年12月18日，这段线路建成，统一以17号线的名义开通运营。2023年9月22日，这段线路拆分为17号线一期工程和19号线一期工程2条线路，以各自线路编号独立运营，并改为使用19号线二期购置的4节编组市域A型车。
19号线二期工程线路起于一期南端终点站九江北，向南沿千子门路、西航大道、双兴大道敷设，下穿锦江，串联成都双流国际机场、天府商务区和天府站，终于合江，线路长43.17公里，全为地下线，共设置车站12座，其中换乘站10座，预留站1座。最大站间距5389米，最小站间距1457米，平均站间約距3578米。设长顺村停车场，主变电所2座。19号线二期站台按8编组长度修建，但初期仅使用4节编组市域A型车，最高时速160km/h，部分车站设置待避配线。19号线二期工程于2020年开工建设，2023年11月28日开通运营。
19号线二期建成后，19号线开行大小交路，起点站均为金星，小交路终点站为天府站（列车实际在合江折返），大交路终点站为与18号线天府站以南区间贯通运营的终点站天府机场北；除各站停车的大小交路车次以外，作为成都天府国际机场重要配套轨道交通线路，19号线还在天府机场1号2号航站楼与双流机场2航站楼东之间开行直达车，全程用时仅需半小时。

## 大事记
- 2016年
  - 基于成都市城市总体规划（2016~2030年）修编确定的“双核共兴，一城多市”网络城市群和大都市区的城市空间结构以及双机场轨道交通直连等对轨道网络布局要求，成都对市域轨道网络进行了系统优化，形成“双心放射状”规划网络结构形态，将原2011年版线网规划中的17号线在九江北站拆分开，温江支线段纳入新的19号线。[7]
  - 7月11日，17号线一期工程随《成都市城市轨道交通第三期建设规划（2016～2020年）》获中国国家发改委批复，内容为“17号线一期工程自机投镇至易园站，线路长25.7公里，设站9座，投资149.46亿元，规划建设期为2017～2020年。”其中成都地铁19号线一期工程包含于17号线一期工程内。
- 2017年
  - 2月23日，四川省发改委下达了《关于成都市轨道交通17号线一期工程可行性研究报告的批复》，正式批复同意建设成都地铁17号线一期工程[8]；
  - 2月27日，成都地铁17号线一期工程开工仪式在成都市温江区（19号线一期工程区间内）举行[9]；
- 2018年
  - 1月1日，成都地铁19号线一期工程金星站－黄石站区间，首榀梁体落入高架桥墩指定点位，标志着全线高架段预制箱梁架设正式拉开序幕[10]。
- 2019年
  - 7月31日，四川省发改委下达了《关于成都轨道交通19号线二期工程可行性研究报告的批复》，正式批复同意建设成都地铁19号线二期工程。[11]
  - 8月5日，四川省生态环境厅受理《成都轨道交通19号线二期工程环境影响评价书》。[12][13]
  - 9月3日，四川省生态环境厅下达了《成都轨道交通19号线二期工程环境影响报告书的批复》。[14]
  - 10月26日，19号线二期华天风井首桩开钻，标志着成都轨道交通第四期规划建设正式拉开大幕。
- 2020年
  - 4月25日，19号线二期龙港-双流机场2航站楼区间风井建设工地（属于由中国电建旗下的中电建铁路建设投资集团有限公司负责施工的土建3工区）一台门式起重机进行施工作业时发生故障产生爆炸，导致其主起升机构制动轮碎裂，碎裂件飞入双流国际机场，砸中一架停放于货运停机坪内508机位的湾流G550公务机（编号：B-8275）右机翼上表面，造成右大翼贯穿性损伤，大翼上表面为88cm*60cm敞开式损伤，下表面为60cm*45cm贯穿式损伤，内部横梁、桁条不同程度断裂、燃油回油管断裂，构成其他原因较大地面事故。该机修复费用预估为2880万美元（约1.86亿元人民币），超过4500万美元新机价格的60%。[15][16]
  - 9月16日，成都市民政局公示19号线二期工程车站命名，征求意见。[17]
  - 11月30日，成都市民政局公布19号线二期工程车站标准名称。[18]
  - 12月18日，19号线一期工程金星站－九江北站区间随成都地铁17号线一期工程一同启用。
- 2022年
  - 3月15日，19号线二期工程实现全线盾构区间洞通。[19]
  - 6月26日，19号线二期工程实现车站主体结构全部封顶。[20][21]
  - 7月29日，19号线二期工程实现全线“短轨通”。[22]
  - 9月19日，19号线二期列车正式亮相。[23]
  - 9月30日，19号线二期工程实现全线“长轨通”。[24]
  - 12月13日，成都市民政局公示19号线2座车站命名，征求意见。其中将原名为“天府新站”的车站命名为“天府站”，19号线“双流机场2航站楼”车站拆分命名为“双流机场2航站楼东”车站。[25]
- 2023年
  - 2月7日，成都市民政局发布公告，宣布2座车站公示站名无异议，确定为车站标准名称。[26]
  - 2月8日，19号线二期工程实现全线电通。[27]
  - 3月18日，19号线二期工程全线冷滑完成。[28]
  - 3月28日，19号线二期工程热滑完成。[29]
  - 5月24日，19号线二期配属的45列电客车已全部完成交付到段。[30]
  - 6月30日，19号线二期工程全线车站移交成都地铁运营公司。[31]
  - 7月1日，19号线二期工程开始空载试运行。[32]
  - 8月17日，《成都轨道交通17号线一期工程拆分暨19号线一期工程改造方案》顺利通过专家评审。[7]
  - 9月5日，19号线二期列车新科技首次对外发布。[33]
  - 9月19日至9月21日，为配合19号线二期开通调试，17、18号线提前至22：00结束运营。[34]
  - 9月22日运营时起，既有运营的17号线拆分为19号线一期（金星站－九江北站）和新17号线一期（九江北站－机投桥站），19号线一期与新17号线一期将在九江北站进行换乘。[35]
  - 9月26日起，18、19号线开启共线段（天府站－天府机场北）列车测试。[36]
  - 11月9日，19号线二期工程经上海市交通运输行业协会专家的全面检验，以城市轨道交通初期运营前安全评估的最高标准“具备初期运营条件”顺利通过初期运营前安全评估。[37]
  - 11月23日，19号线二期开展市民、媒体试乘参观活动。[38]
  - 11月27日下午，成都轨道交通集团宣布19号线二期28日9时开通。[39]
  - 11月28日上午9时，19号线二期开通初期运营。[6]

## 车站
成都地铁19号线一、二期共有19座（含1座预留），另共线运营至18号线4座车站：
| 成都地铁19号线车站列表 |          |          |          |          |                      |                                                       |                          |              |              |          |            |                                                |                            |                     |
| 工程                   | 运行交路 | 运行交路 | 运行交路 | 车站编号 | 车站名称             | 英文名称                                              | 开通日期                 | 里程（公里） | 里程（公里） | 车站类型 | 车站类型   | 车站类型                                       | 换乘线路                   | 所在地              |
| 工程                   | 普线     | 普线     | 直达     | 车站编号 | 车站名称             | 英文名称                                              | 开通日期                 | 站间         | 累计         | 位置     | 站台       | 配线                                           | 换乘线路                   | 所在地              |
| 工程                   | 本线     | 共线     | 直达     | 车站编号 | 车站名称             | 英文名称                                              | 开通日期                 | 站间         | 累计         | 位置     | 站台       | 配线                                           | 换乘线路                   | 所在地              |
| 一期                   | ●        | ●        |          | 1901     | 金星                 | Jinxing                                               | 2020年12月18日           | -            | 0            | 高架     | 岛式站台   | 出入段线                                       |                            | 温江区              |
| 一期                   | ●        | ●        |          | 1902     | 黄石                 | Huangshi                                              | 2020年12月18日           | 4.442        | 4.442        | 高架     | 岛式站台   |                                                |                            | 温江区              |
| 一期                   | ●        | ●        |          | 1903     | 市五医院             | Chengdu Fifth People's Hospital                       | 2020年12月18日           | 2.935        | 7.377        | 地下     | 岛式站台   |                                                |                            | 温江区              |
| 一期                   | ●        | ●        |          | 1904     | 凤溪河               | Fengxihe                                              | 2020年12月18日           | 1.858        | 9.235        | 地下     | 岛式站台   |                                                | 4号线 0428                 | 温江区              |
| 一期                   | ●        | ●        |          | 1905     | 温泉大道             | Wenquan Avenue                                        | 2020年12月18日           | 2.084        | 11.319       | 地下     | 岛式站台   |                                                |                            | 温江区              |
| 一期                   | ●        | ●        |          | 1906     | 明光                 | Mingguang                                             | 2020年12月18日           | 1.784        | 13.103       | 地下     | 岛式站台   |                                                |                            | 温江区              |
| 一期                   | ●        | ●        |          | 1907     | 九江北               | Jiujiang North                                        | 2020年12月18日           | 6.721        | 19.824       | 地下     | 双岛式站台 | 17号线联络线                                   | 17号线 1721                | 双流区              |
| 二期                   | ●        | ●        |          | 1908     | 龙桥路               | Longqiao Road                                         | 2023年11月28日           | 4.477        | 24.301       | 地下     | 岛式站台   |                                                | 3号线 0331                 | 双流区              |
| 二期                   | ●        | ●        | ●        | 1909     | 双流机场2航站楼东    | East of Terminal 2 of Shuangliu International Airport | 2023年11月28日           | 5.604        | 29.905       | 地下     | 岛式站台   | 10号线 1012（站外换乘） 30号线 3024 双流机场站 |                            | 双流区              |
| 二期                   | ●        | ●        | \|       | 1910     | 龙港                 | Longgang                                              | 2023年11月28日           | 4.643        | 34.548       | 地下     | 岛式站台   | 8号线 0832                                     |                            | 双流区              |
| 二期                   | ●        | ●        | \|       | 1911     | 温家山               | Wenjiashan                                            | 2023年11月28日           | 5.840        | 40.388       | 地下     | 岛式站台   | 越行线 出入段线                                |                            | 双流区              |
| 二期                   | ●        | ●        | \|       | 1912     | 牧华路               | Muhua Road                                            | 2023年11月28日           | 1.457        | 41.845       | 地下     | 岛式站台   |                                                |                            | 双流区              |
| 二期                   | ●        | ●        | \|       | 1913     | 怡心湖               | Yixin Lake                                            | 2023年11月28日           | 2.180        | 44.025       | 地下     | 岛式站台   | 5号线 0539                                     | 双流区 （天府新区）        |                     |
| 二期                   | ●        | ●        | \|       | 1914     | 正兴湾               | Zhengxingwan                                          | 2023年11月28日           | 2.696        | 46.721       | 地下     | 双岛式站台 | 待避线                                         | 双流区 （天府新区）        |                     |
| 二期                   | ●        | ●        | \|       | 1915     | 红莲                 | Honglian                                              | 2023年11月28日           | 3.318        | 50.039       | 地下     | 岛式站台   |                                                | 双流区 （天府新区）        | S5线                |
| 二期                   | ●        | ●        | \|       | 1916     | 天府商务区           | Tianfu Commercial District                            | 2023年11月28日           | 2.386        | 52.425       | 地下     | 岛式站台   | 6号线 0649                                     | 双流区 （天府新区）        |                     |
| 二期                   | ●        | ●        | \|       | 1917     | 蓝家店               | Lanjiadian                                            | 2023年11月28日           | 2.606        | 55.031       | 地下     | 岛式站台   | 越行线                                         | 双流区 （天府新区）        |                     |
| 二期                   | ●        | ●        | \|       | 1918     | 天府站               | Tianfu Station                                        | 2023年11月28日（仅换乘） | 5.108        | 60.139       | 地下     | 侧式站台   | 18号线联络线                                   | 双流区 （天府新区）        | 18号线 1812 天府站  |
| ↓18号线共线运营区间↓   |          |          |          |          |                      |                                                       |                          |              |              |          |            |                                                |                            |                     |
| 18号线                 |          | ●        | \|       | 1813     | 三岔                 | Sancha                                                | 2020年9月27日            | 19.162       | 79.301       | 高架     | 双岛式站台 | 待避线                                         | 18号线 1813                | 简阳市 （东部新区） |
| 18号线                 |          | ●        | \|       | 1814     | 福田                 | Futian                                                | 2023年8月13日            | 7.985        | 87.286       | 高架     | 双岛式站台 | S3线联络线                                     | 18号线 1814 S3线（资阳线） | 简阳市 （东部新区） |
| 18号线                 |          | \|       | \|       | 1815     | 天府机场3号4号航站楼 | Terminal 3&4 of Tianfu International Airport          | 预留                     | 6.652        | 93.938       | 地下     | 岛式站台   |                                                |                            | 简阳市 （东部新区） |
| 18号线                 |          | ●        | ●        | 1816     | 天府机场1号2号航站楼 | Terminal 1&2 of Tianfu International Airport          | 2021年6月27日            | 2.524        | 96.462       | 地下     | 岛式站台   |                                                | 18号线 1816 天府机场站     | 简阳市 （东部新区） |
| 18号线                 |          | ●        |          | 1817     | 天府机场北           | Tianfu International Airport North                    | 2020年12月18日           | 2.601        | 99.063       | 地下     | 岛式站台   |                                                | 18号线 1817                | 简阳市 （东部新区） |
| ↓前接天府站↓           |          |          |          |          |                      |                                                       |                          |              |              |          |            |                                                |                            |                     |
| 二期                   |          |          |          | 19       | 合江                 | Hejiang                                               | 预留                     | 2.414        | 62.553       | 地下     | 侧式站台   |                                                |                            | 双流区 （天府新区） |
| 论 编                  |          |          |          |          |                      |                                                       |                          |              |              |          |            |                                                |                            |                     |

### 内装风格
成都地铁19号线二期车站以“水润天府、生态成都”为主题，展现天府之国的山、水、田、园等文化元素。二期车站中，双流机场2航站楼东站、天府商务区站、天府站、温家山站、红莲站为重点艺术站，其余均为艺术站。

## 地铁车辆
19号线一期与17号线一期一同运营时，使用17号线一期的8A编组市域A型车；拆分为独立的19号线一期后，使用19号线二期的4编组市域A型车。
19号线二期采购54列地铁列车（8辆A型编组9列，4辆A型编组45列），其中先行供货45列4编组，剩余9列8编组视需求供货。
4编组列车全长95.8m，宽3m，客室布置纵向和横向座椅，座椅采用软座，车窗配置下拉式遮阳帘，定员载客量1004人，最大载客量1416人，最高运行速度可达160km/h，属国内首创时速160公里的市域A型车。列车具备启停快、速度高、噪音低等特点。列车造型采用“流线型”设计。车头线条相互交替，形似“笑脸”，寓意成都人民“热情、好客”的一面。车身涂装设计灵感源于青城山，采用巍峨耸峙的山峰图形以及山青水绿的色彩搭配，展现了雪山下的公园城市，绿水青山与天府人文交相融合，人与自然和谐之美。内饰设计采用简约舒适的风格，点缀机场元素，旨在打造温馨舒适的乘车环境。列车由中车成都机车车辆有限公司组装制造。

## 运营沿革

### 19号线一期与17号线一期贯通运营
2020年12月18日至2023年9月21日，成都地铁19号线一期与17号线一期贯通运营，统一称为17号线，即：
- 金星－黄石－市五医院－凤溪河－温泉大道－明光－九江北－白佛桥－机投桥

共同使用17号线8A编组列车。

### 19号线一期独立运营
2023年9月22日至11月27日，成都地铁19号线一期与17号线一期拆分，2条线路各自独立运营，即：
- 19号线一期：金星－黄石－市五医院－凤溪河－温泉大道－明光－九江北

- 17号线一期：九江北－白佛桥－机投桥

其中19号线一期使用19号线二期4A编组列车。

### 19号线一二期与18号线贯通运营
2023年11月28日，19号线二期开通后，19号线延伸至天府站，并与18号线贯通运营延伸至天府机场北，运营区间变更为：
- 小交路：金星－天府站

- 大交路：金星－天府站－天府机场北

- 直达：双流机场2航站楼东－（天府站）－天府机场1号2号航站楼

小交路列车实际在合江折返，不过仅从天府站开始载客。
19号线直达车耗时30分（普通车为41分），每日开行6对，时刻表如下：
| 停靠站                     | 第一班         | 第二班         | 第三班         | 第四班         | 第五班         | 第六班         |
| -------------------------- | -------------- | -------------- | -------------- | -------------- | -------------- | -------------- |
| 双流机场2航站楼东 1909     | 06:30          | 11:30          | 13:30          | 15:30          | 21:30          | 22:30          |
| 天府机场 1号2号航站楼 1816 | 07:00 （到达） | 12:00 （到达） | 14:00 （到达） | 16:00 （到达） | 22:00 （到达） | 23:00 （到达） |

| 停靠站                     | 第一班         | 第二班         | 第三班         | 第四班         | 第五班         | 第六班         |
| -------------------------- | -------------- | -------------- | -------------- | -------------- | -------------- | -------------- |
| 天府机场 1号2号航站楼 1816 | 06:30          | 11:30          | 13:30          | 15:30          | 21:30          | 22:30          |
| 双流机场2航站楼东 1909     | 07:00 （到达） | 12:00 （到达） | 14:00 （到达） | 16:00 （到达） | 22:00 （到达） | 23:00 （到达） |

三种交路均使用19号线二期列车（目前仅有4编组，未来可采购8编组）。

## 未来发展
19号线规划区间已全部建设完成，没有后续规划区间。19号线一期北端终点站金星站预留向北延伸至都江堰方向的高架桥，可能是供成都市域铁路S9线使用。

### 未来规划换乘线路
- 金星：S9号线
- 黄石：28号线（支线）
- 市五医院：28号线
- 明光：13号线
- 九江北：21号线
- 龙港：14号线
- 温家山：20号线 22号线
- 牧华路：21号线 22号线
- 红莲：16号线
- 天府商务区：16号线
- 天府：26号线 S7号线 S15号线